# لي شارب
لي شارب (بالإنجليزية: Lee Sharp)‏ (22 مايو 1975 بغلاسكو في المملكة المتحدة - ) هو لاعب كرة قدم بريطاني في مركز الدفاع. لعب مع نادي دندي ونادي سانت ميرين ونادي دمبرتون ونادي كلايد ونادي سترنرير ‏ ونادي آير يونايتد.

## وصلات خارجية
- لي شارب على موقع قاعدة بيانات كرة القدم.إي يو (الإنجليزية)
- لي شارب على موقع Soccerbase.com (لاعب) (الإنجليزية)